# Hermann Niggemeyer
Hermann Niggemeyer (* 1908 im Münsterland; † 2005) war ein deutscher Ethnologe. Er war von 1966 bis 1971 Direktor des Frankfurter Museums für Völkerkunde.

## Leben
Niggemeyer wurde 1908 im Münsterland geboren.
Nach Abschluss seines Abiturs im Jahr 1926 begann er ein Studium in den Fächern Geografie und Anthropologie in Köln. Er lernte dabei unter anderem unter Julius Lips und Franz Thorbecke. 1922 schloss Niggemeyer sein Studium mit dem Erreichen des Doktortitels ab.
Nach seinem Studium übernahm er eine kurze Tätigkeit in Wien bei Wilhelm Koppers und übernahm anschließend im Jahr 1934 eine Assistenzstelle am Frobenius-Institut der Stadt Frankfurt am Main. 1937 nahm er an einem Forschungsprojekt auf den Molukken, welches von Adolf Ellegard Jensen geleitet wurde, teil.
Von 1940 bis 1945 wurde Niggemeyer zum Kriegsdienst einberufen und nahm am Zweiten Weltkrieg teil. Er geriet dabei in Kriegsgefangenschaft, aus welcher er 1947 freikam. Nachdem er nach Frankfurt am Main zurückgekehrt war, bekam er eine Stelle am Museum für Völkerkunde (heute Museum der Weltkulturen). Zudem führte Niggemeyer in den 1950er Jahren Feldforschungen in Indien durch. 1966 wurde Niggemeyer zum Direktor des Völkerkundemuseums ernannt und damit Nachfolger von Carl Augustus Schmitz. 1972 ging er in den Ruhestand.
Hermann Niggemeyer starb 2005.

## Werke
- Kuttia Kond. Dschungel-Bauern in Orissa. Renner, Haar bei München 1964.
- Totemismus in Vorderindien. Anthropos, Mödling 1933.

mit Adolf Ellegard Jensen
- Hainuwele: Volkserzählungen von der Molukken-Insel Ceram. Mit Zeichnungen von A. Hahn. Klostermann, Frankfurt a. M. 1939.
- Ergebnisse der Frobenius-Expedition 1937–38 in die Molukken und nach Holländisch Neu-Guinea. Harrassowitz, Leipzig.